# 아내 그리고 여자 시리즈
아내 그리고 여자 시리즈(일본어: 妻そして女シリーズ)는 TBS 텔레비전 계열에서 매주 월 - 금요일의 드라마이다.

## 작품 소개
- 《쿄만다라》
- 《여자의 해시계》
- 《여계가족》 (1975년판)
- 《여자의 보수》
- 《물의 불꽃》
- 《여자의 운명》
- 《애인관계》
- 《검은 표적》
- 《여자의 손톱 자국》
- 《푸른 입맞춤》
- 《꿀의 유혹》
- 《어머니의 보상》
- 《환상의 첫날밤》
- 《견디는 다리》
- 《봄의 해명》
- 《아내의 갈증》
- 《화류계의 어머니》
- 《늦게 피는 매화》
- 《꽃순무》
- 《아아 가족》
- 《여자 이니까》
- 《38세의 미혼모》
- 《빙점》
- 《사랑의 아지랑이》
- 《맞물려》
- 《그 때가왔다》
- 《불타는 여자》
- 《사랑의 십자가》
- 《결혼의 자격》
- 《여자의 폭풍》
- 《여자의 싸움》
- 《피의 인연》
- 《쿠레나이》
- 《바람 이야기》
- 《고부 10년 전쟁》
- 《모녀 전쟁》
- 《아아 고부》
- 《며느리의 알통》
- 《아아 고부 II》
- 《이별의 때》
- 《사랑 게임》
- 《불륜의 아내》
- 《아내의 미덕》
- 《어머니는 몰려 동거인》
- 《여로 두 사람》
- 《불꽃후》
- 《연하남》
- 《아들의 선생님》
- 《불륜가족》
- 《유혹의 계절》
- 《여자의 뒷면 얼굴》
- 《오코마씨》
- 《홀수가족》
- 《봄거야 와라》
- 《위기일발! 고·부》
- 《교녀의 달력》
- 《동거전쟁》
- 《투시의 덫》
- 《피의 꽃》
- 《시어머니의 복수》
- 《악몽후》
- 《질리지 않는 아내들》
- 《여자의 타박상》
- 《피혼시대》(避婚時代)
- 《불륜의 소용돌이》
- 《음식가족》
- 《무지개의 집》
- 《시어머니 두 사람 며느리 혼자》
- 《오코마씨II》
- 《영계에서 온 동거인》
- 《위험한 가족》
- 《시어머니의 살해》
- 《저주의 여자》
- 《질투》
- 《아내의 반란》
- 《사랑의 환생》
- 《원한의 울음 소리》
- 《사상 가족》
- 《복수에 불타는》
- 《신·세 아줌마》
- 《무지개색 통장》
- 《별의 모래》
- 《악령》
- 《이상한 밤》
- 《영계의 여자》
- 《여름색 괴담》
- 《달빛의 여자》
- 《HOW TO 결혼》
- 《사랑·여자 교도소》
- 《고·부 수험 전쟁》
- 《생명 단축》
- 《시어머니 두사람 대가족 선언》
- 《가정부 일기》
- 《마성의 여자》
- 《흡혈 환상》
- 《여름색 유몽》(夏色幽夢)
- 《가족의 환영》
- 《할아버지의 첫사랑》
- 《수험입니다!》
- 《생명 단축II》
- 《꽃 심중》
- 《미안해! 엄마》
- 《봄이왔다》
- 《망집의 여름》
- 《악몽귀》
- 《요츠야 괴담》
- 《전생》
- 《고부 닷새 간 전쟁》
- 《여계가족》 (1991년판)
- 《생명 단축III》